# 삼색큰귀박쥐속
삼색큰귀박쥐속(Glyphonycteris)은 주걱박쥐과에 속하는 박쥐 속의 하나이다. 창코박쥐아과로 분류하며, 3종으로 이루어져 있다.

## 하위 종
- 벤박쥐 또는 벤큰귀박쥐 (Glyphonycteris behnii)
- 데이비스큰귀박쥐 (Glyphonycteris daviesi)
- 삼색큰귀박쥐 (Glyphonycteris sylvestris)